# Бангерезако, Гаспар
Гаспар Бангерезако ( 7 июня  1963, Рукере) —ученый в области дифференциальных уравнений и их приложения в теориях управления и ортогональных многочленов из Бурунди, Кандидат физико-математических наук (1999), профессор (2010).

## Образование
- Окончил факультет механики и математики,Кафедра теории функции и функционального анализа Харьковского национального университета имени В. Н. Каразина в 1990 году.
- Окончил аспирантуру Католического университета в Леувене в 1999 году.
- Защита кандидатской диссертации на тему «(1) расширение множества грегорианских обобщающих мероморфных функций, множество Бобровских почти периодических мероморфных функций из метрического пространства на поле и (2) методы дискретной факторизации для ортогональных многочленов на решетках.>>  (выполнена под руководством),  Альфонс П. Магнус и П. Ван Мурбеке в 1999 году
- Присуждение учёного звания профессора в 2010 году

## Научная и педагогическая деятельность
- С 2000 педагогическая деятельность на Факультет естественных наук Национального университета Бурунди.
- Опубликовано свыше 20 научных работ, среди которых две монографии.
- Подготовил 2 кандидата наук .
- Участвует в подготовке кадров высшей квалификации.

## Основные научные результаты
- Получил ряд фундаментальных результатов в q-Разностных дифференциальных уравнения

## курсы для студентов
- Курс дифференциальных уравнения
- математический анализ
- численные методы
- мера и теория вероятностей
- функциональный анализ
- прикладная математика.